# Cataire
Nepeta cataria
Espèce
Classification phylogénétique
La Cataire ou Chataire (Nepeta cataria) est une espèce de plantes à fleurs du genre Nepeta et de la famille des Lamiacées. C'est une plante herbacée originaire d'Eurasie. C'est une plante aromatique cultivée comme plante ornementale (ainsi que d’autres népétas), et comme plante médicinale. Elle contient une huile répulsive pour les insectes, ainsi que du menthol. Elle est réputée comme antispasmodique et antihystérique.
Cette espèce est aussi connue sous le nom imagé d’herbe-aux-chats ou de menthe des chats — que l’on retrouve dans d’autres langues comme en allemand Katzenminze, en anglais Catnip, en espagnol Menta de gato, en italien Erbagatta — référence à l’attrait qu’elle exerce sur 67 % à 80 % des chats,. En effet, la cataire produit des effets exceptionnels sur les chats. Elle contient un produit chimique connu sous le nom de népétalactone ; ce terpène est connu pour le déclenchement supposé des phéromones sexuelles dans le cerveau du chat. Il a été observé que des grands félins comme le tigre, le lion, le léopard, le jaguar, le serval, le lynx, le cougar y sont aussi sensibles. Selon une étude de 2021, cette attirance pourrait servir aux animaux à se protéger contre les moustiques.

## Caractéristiques
La cataire est originaire des zones tempérées d’Europe et d’Asie, mais elle est aujourd’hui largement naturalisée et cultivée ailleurs : aux États-Unis, elle est devenue commune au point d’être considérée comme une mauvaise herbe.
C’est une plante herbacée, vivace, de 10 à 30 centimètres, qui fleurit de juin à septembre. Ses tiges vert-grisâtre, porteuses de fleurs, peuvent lui faire atteindre un mètre de hauteur. Les fleurs sont de couleur blanche ou lilas avec quelques taches rouges sur le lobe médian de la lèvre inférieure. Les inflorescences sont en grappes composées, assez peu allongées, réparties du haut jusqu’au bas de chacune des tiges. Les feuilles, entières vigoureuses et velues, ont le limbe au contour ovale en cœur renversé et à bord crénelé. La plante est vivace par ses tiges en partie étalées et enterrées à leur base et qui portent des racines adventives et les bourgeons d’où partiront les tiges de la saison suivante.

## Culture
Afin de maximiser la croissance de la cataire, chaque plante doit être plantée environ tous les 30 centimètres, les plantes pouvant atteindre un mètre pendant la deuxième année. La parcelle doit être de préférence sèche, sablonneuse, et ensoleillée afin d’obtenir de plus grandes saveurs et odeurs, mais la cataire peut se développer dans la plupart des sols parce qu’elle n’exige pas l’humidité dont la plupart des plants de menthe ont besoin. Seuls les sols argileux très pauvres ne devraient pas être utilisés.
La multiplication végétative peut être réalisée par marcottage ou même par bouturage. Les jeunes plants issus du ressemis naturel peuvent être transplantés. La plante n’exige aucun soin excepté le bêchage, le lit peut ainsi être utilisé plusieurs années. La cataire devrait être cueillie peu après le milieu d’été, juste avant la floraison, un jour sec et ensoleillé. Pour le séchage, les feuilles doivent être séparées des tiges et être séchées rapidement dans une salle avec une bonne ventilation.

## Utilisations médicinales

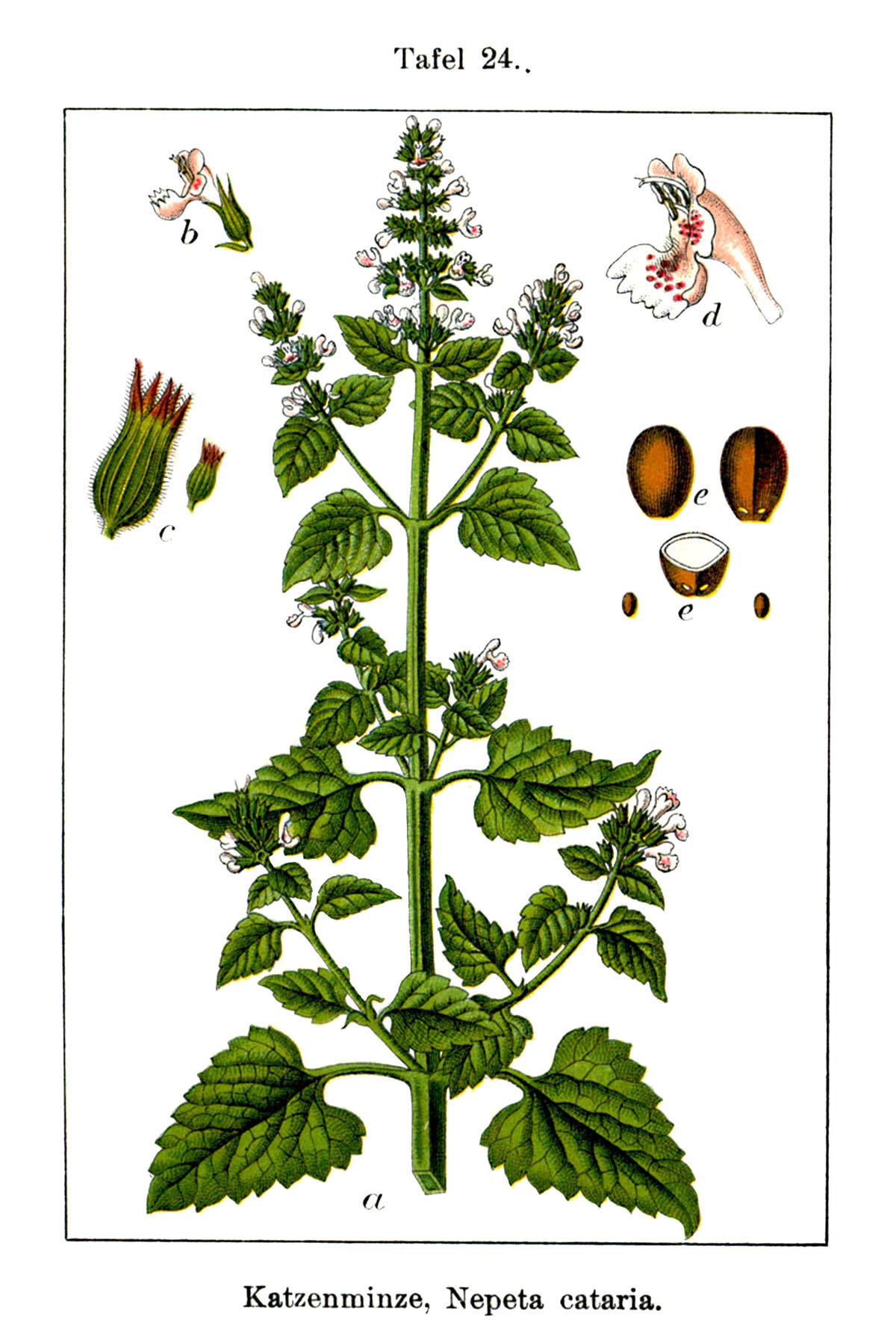
Planche botanique de Nepeta cataria.

Étant donné que Nepeta cataria favorise la transpiration lorsqu’elle est bue en infusion chaude, elle a été employée pour le traitement de l’énervement, des rhumes, des grippes, et des fièvres pendant le Moyen Âge. Elle a été également prescrite pour faciliter la digestion lors de flatulence, de diarrhée, ou de colique, de maladies d’enfance, mais aussi pour prévenir les fausses couches, les naissances prématurées, et les nausées matinales. Elle est également parfois employée comme lavement. Elle fait partie des plantes dont la culture est recommandée dans les domaines royaux par Charlemagne dans le capitulaire De Villis (fin du VIIIe ou début du IXe siècle). Dans les années 1960 des rumeurs affirment que la cataire provoquerait, en fumant ses feuilles, des effets psychoactifs similaires à ceux du cannabis. Mais il semble qu'il s'agit d'une confusion commise par les chercheurs qui auraient confondu les deux plantes[réf. non conforme].

## Répulsif anti-insectes
Le département de recherche de l’université d'État de l'Iowa a constaté que l’huile essentielle extraite à partir de Nepeta cataria, appelée « essence de népéta » et contenant de la népétalactone, s’est avérée être presque 10 fois plus efficace pour repousser les moustiques que le DEET (le nom d’un répulsif pour insectes de formule chimique N,N-diéthyl-meta-toluamide ou N,N-diéthyl-3-méthylbenzamide). Cependant, l'essence de népéta est trop volatile pour être appliquée seule sur la peau. Il est nécessaire pour cela de la mélanger à des agents plus gras ou à des solvants qui permettent de la fixer durablement. L'essence de népéta est alors un répulsif efficace.
En 2021, une équipe de recherche japonaise a publié dans la revue Science Advances les résultats d'une étude selon laquelle le fait que les chats domestiques et autres félins se frottent contre la cataire (ainsi que l'Actinidia polygama) leur permettrait de se protéger des moustiques, ainsi repoussés par la népétalactone.